# Leslie Barczewski
Leslie Barczewski (* 6. Februar 1957 in Milwaukee) ist ein ehemaliger US-amerikanischer Radrennfahrer und nationaler Meister im Radsport.

## Sportliche Laufbahn
Barczewski war Bahnradsportler. 1981 gewann er den nationalen Titel im Sprint vor Mark Whitehead. 1980 wurde er Vize-Meister hinter Mark Gorski. Die Meisterschaft im Tandemrennen gewann er 1981. Bei den Panamerikanischen Spielen 1983 wurde er hinter Nelson Vails Zweiter im Sprint. 
Bei den UCI-Bahn-Weltmeisterschaften 1985 in Bassano del Grappa gewann er im Tandemrennen die Silbermedaille gemeinsam mit Nelson Vails.

## Erfolge
1981
- US-amerikanischer Meister – Sprint
- US-amerikanischer Meister – Tandemrennen

| Personendaten    | Personendaten                   |
| ---------------- | ------------------------------- |
| NAME             | Barczewski, Leslie              |
| KURZBESCHREIBUNG | US-amerikanischer Radrennfahrer |
| GEBURTSDATUM     | 6. Februar 1957                 |
| GEBURTSORT       | Milwaukee                       |